# Mỏ urani Ranger
Mỏ urani Ranger được bao quanh bởi vườn quốc gia Kakadu, ở Lãnh thổ Bắc Úc, 230 km về phía đông của thành phố Darwin. Các thân mỏ được phát hiện vào năm 1969, và mỏ bắt đầu hoạt động vào năm 1980, đạt sản lượng đầy đủ oxit urani vào năm 1981. Nó được điều hành bởi Energy Resources of Australia, một công ty có 68% sở hữu của Rio Tinto Group.
Urani được khai thác tại Ranger được bán để sử dụng trong các nhà máy điện hạt nhân ở Nhật Bản, Hàn Quốc, Anh, Pháp, Đức, Tây Ban Nha, Thụy Điển và Hoa Kỳ. [1]
Thân mỏ ban đầu là hoàn toàn khai thác ra vào cuối năm 1995, mặc dù vẫn còn một số dự trữ quặng. Một thân quặng thứ hai ("Ranger 3") bắt đầu khai thác vào năm 1997. Cả hai đều là mỏ hầm mở.